# San Augustine (Texas)
La ville de San Augustine est le siège du comté de San Augustine, dans l’État du Texas, aux États-Unis. Sa population s’élevait à 2 108 habitants lors du recensement de 2010, estimée à 1 924 habitants en 2016.

## Source
- (en) Cet article est partiellement ou en totalité issu de l’article de Wikipédia en anglais intitulé « San Augustine, Texas » (voir la liste des auteurs).